# جون لاندس ماسون
جون لانديس ميسون (بالإنجليزية: John Landis Mason) (1832 - 26 فبراير 1902) كان سمكري أمريكي يعتبر تنسب له جرة ماسون وقد حصل على براءة اختراع في 30 نوفمبر 1858".